# Luchthaven Grootfontein
Grootfontein Airport is de luchthaven van Grootfontein, in de regio Otjozondjupa van Namibië. Het was vroeger een basis van de Zuid-Afrikaanse luchtmacht. De luchthaven ligt een 4-tal km ten zuiden van de stad.
De luchthaven ligt 1413 m boven zeeniveau en heeft twee geasfalteerde landingsbanen:
- 08/26 ( afmeting 3560 m bij 45 m)
- 17/35 ( afmeting 1040 m bij 30 m)